# Nathan East
Nathan Harrell East (* 8. prosince 1955 Filadelfie, Pensylvánie, USA) je americký baskytarista, zpěvák a kontrabasista. Je členem smooth jazzového kvartetu Fourplay a hrál na nahrávkách Erica Claptona, Joe Satrianiho, B. B. Kinga, Phila Collinse, Stevieho Wondera, skupiny Toto a dalších.